# Каменно-Зубиловка
Каменно-Зубиловка (укр. Кам'яно-Зубилівка) — село,
Башмачанский сельский совет,
Солонянский район,
Днепропетровская область,
Украина.
Код КОАТУУ — 1225081002. Население по переписи 2001 года составляло 31 человек .

## Географическое положение
Село Каменно-Зубиловка находится в 2-х км от правого берега реки Днепр,
на расстоянии в 1 км расположено село Башмачка.
По селу протекает пересыхающий ручей с запрудой (по неподтверждённым данным речка Башмачка).